# Distretto di Delhi Nord
Il distretto di Delhi Nord è un distretto di Delhi, in India, di 779 788 abitanti. La sede del distretto è situata nel quartiere di Civil Lines.